# Joris Marveaux
Joris Marveaux (Vannes, 15 agosto 1982) è un allenatore di calcio ed ex calciatore francese, di ruolo centrocampista.

## Biografia
È fratello maggiore di Sylvain Marveaux, anch'egli calciatore professionistico.

## Carriera

### Club

#### Gli inizi e Nantes
Nato a Vannes, in Bretagna, Joris Marveaux inizia a giocare a calcio a 7 anni nella squadra locale del Vannes, prima di passare all'AS Ménimur, per poi venire prelevato dalle giovanili del Nantes, club con cui sottoscrive il suo primo contratto a 15 anni. Coi Canarini non riesce però mai a debuttare, venendo relegato fino al 2001 nella squadre delle riserve, ossia il Nantes 2.

#### Lorient
Nel 2001 viene ingaggiato dal Lorient che gli propone il suo primo contratto professionistico. Nella prima stagione al Lorient Marveaux gioca nel ruolo di difensore e ha modo di conquistare il suo primo trofeo in carriera, ovverosia la Coppa di Francia 2001-2002. La conquista di questo titolo sarà amara per gli arancioneri, dato che due settimane più tardi retrocedono in Ligue 2.
Alla 31ª giornata della Ligue 2 2002-2003 il giocatore debutta tra i professionisti contro il Wasquehal. Seppur impiegato di rado, rimane al Lorient fino al 2006, quando la squadra riesce a conquistare la promozione in Ligue 1.

#### Clermont
Dopo cinque stagioni da comprimario al Lorient, nell'estate 2006 Marveaux viene acquistato dal Clermont, club di terza divisione francese. Alla sua prima stagione con i nuovi colori il centrocampista è uno dei protagonisti della vittoria dello Championnat National e della promozione in Ligue 2 della squadra allenata da Didier Ollé-Nicolle. Agli ordini del tecnico Ollé-Nicolle, il giocatore si impone definitivamente nel ruolo di centrocampista centrale abile nel recuperare i palloni.
Nell'estate 2008, in seguito ad una stagione in cadetteria sempre da titolare, lascia Clermont-Ferrand.

#### Montpellier
Il 17 giugno 2008 si trasferisce al Montpellier, fortemente voluto dall'allenatore Rolland Courbis, con cui firma un contratto quadriennale. Divenuto un cardine del centrocampo, alla penultima giornata della Ligue 2 2008-2009, Marveaux realizza la rete della vittoria per 2-1 contro lo Strasburgo, successo fondamentale per la promozione del club in massima serie.
Nella stagione successiva ha modo di giocare finalmente in Ligue 1, dove si afferma come uno dei centrocampisti imprescindibili del Montpellier, assieme a Romain Pitau e Alberto Costa. A dicembre 2009 segna la prima rete in massima serie francese nella vittoria contro il Lione, mentre in seguito marca una doppietta ai danni del Rennes, squadra dove milita il fratello minore Sylvain. Sul finire di stagione si procura un infortunio che lo costringe ad assistere in tribuna alle ultime partite in campionato, terminato per il Montpellier con un inaspettato quinto posto. L'11 giugno 2010 prolunga il suo contratto fino al 2013.
Dopo che la stagione 2010-2011 si conclude in 14ª posizione, Marveaux e compagni si consacrano Campioni di Francia al termine della Ligue 2 2011-2012. In seguito il centrocampista trova meno spazio da titolare, rinnovando comunque il suo contratto col Montpellier altre due volte, fino al 2017.

#### Gazélec Ajaccio
Lasciata Montpellier dopo nove anni, nel 2017 il giocatore si trasferisce in Corsica, al Gazélec Ajaccio, dove disputa due annate in Ligue 2. Nell'estate 2019 si ritira dal calcio giocato per diventare l'allenatore della squadra riserve del Montpellier femminile. Alla fine di maggio 2020 lascia l'incarico.

### Nazionale

#### Bretagna
Nell'aprile 2016 viene selezionato per la nazionale della Bretagna dal nuovo commissario tecnico ed ex vice-campione del mondo con la Francia Raymond Domenech.

#### Martinica
Il 20 maggio 2019 è incluso nella lista dei 40 pre-convocati della selezione della Martinica in vista della CONCACAF Gold Cup 2019. Segna la sua prima rete con la rappresentativa caraibica nella seconda partita del torneo contro Cuba. Il 24 giugno 2019 al Bank of America Stadium di Charlotte gioca la sua ultima partita in carriera contro il Messico davanti a 60.000 spettatori ma è costretto a lasciare il terreno di gioco dopo un quarto d'ora per infortunio.

## Palmarès

### Club

#### Competizioni Nazionali
- Coppa di Francia: 1

Lorient: 2001-2002
- Campionato francese: 1

Montpellier: 2011-2012